# Knut Olav Åmås
Knut Olav Åmås (sinh ngày 19 tháng 1 năm 1968) là một nhà văn, biên tập viên và chính trị gia người Na Uy cho Đảng Bảo thủ.
Anh ấy đến từ Odda. Ông có bằng cand.philol. về triết học, đã lấy luận văn thạc sĩ về Ludwig Wittgenstein tại Đại học Bergen. Sau đó, ông lấy bằng dr.philos. về một luận án tiểu sử về Olav H. Hauge. Ông đã làm việc với tư cách là một nhà báo ở Bergens Tidende, và là biên tập viên tranh luận năm 2006 (từ năm 2008: biên tập viên văn hóa và tranh luận) ở Aionaryposten. Ông là biên tập viên của nhà xuất bản Universitetsforlaget từ năm 1996 đến năm 2001, và biên tập viên ấn phẩm định kỳ Samtiden từ năm 2001 đến năm 2006. Năm 2013, ông có tên trong Nội các Solberg. Ông hiện là Giám đốc của Fritt Ord.
Åmås là người đồng tính công khai.